# End-user license agreement
Een end-user license agreement, acroniem EULA, wordt in het Nederlands meestal een gebruikersovereenkomst of gebruiksrechtovereenkomst genoemd. Een EULA bevat de rechten en plichten van de gebruiker van een softwareproduct.
Over het algemeen wordt de gebruikersovereenkomst getoond tijdens de installatie van de software. Om de installatie van de software te kunnen uitvoeren is het dan nodig dat de gebruiker op een OK- of Accepteer-knop drukt, waarmee de gebruik aangeeft in te stemmen met de EULA.

## Inhoud
EULA's verstrekken de ontvanger van de software een gebruiksrecht, dat over het algemeen beperkt is. Zo mag in het geval van betaalde software vaak maar op één exemplaar op één computer worden gebruikt en is in het geval van closedsourcesoftware het maken van wijzigingen verboden.
Een belangrijk doel van EULA's voor de softwaremaker is om elke verantwoordelijkheid uit te sluiten. Formuleringen als "Voor zover toegestaan onder toepasselijk recht, verlenen de pc-fabrikant en diens leveranciers geen andere garanties, noch uitdrukkelijk noch impliciet, daaronder mede begrepen maar niet beperkt tot impliciete garanties betreffende de verkoopbaarheid of geschiktheid voor een bepaalde toepassing (doel, gebruiksdoeleinde), met betrekking tot de SOFTWARE" zijn zeer gebruikelijk. In geval van EULA's die aan consumenten worden opgelegd, is het onduidelijk in hoeverre zo'n exoneratiebeding standhoudt. In het kader van algemene voorwaarden is het namelijk vermoedelijk onredelijk bezwarend (art. 6:237 sub f BW) om aansprakelijkheid uit te sluiten in die situatie.
Een EULA is een licentie en geen overdracht van auteursrecht. Dat wil zeggen dat de gebruiker het recht krijgt de software te gebruiken, maar er geen eigenaar van is: de fabrikant blijft de eigenaar.

## Rechtsgeldigheid
Er wordt wel getwijfeld over de rechtsgeldigheid van een EULA, met name vanwege de wijze van presenteren van EULA's aan gebruikers. Een EULA is namelijk aan te merken als een set algemene voorwaarden., waardoor ze uitsluitend geldig zijn indien ze voor of bij de koop aan de koper ter hand zijn gesteld of, als terhandstelling redelijkerwijze niet mogelijk is, aan de koper bekend is gemaakt dat ze ter inzage in de winkel liggen. EULA's die pas leesbaar zijn na de koop zijn daarmee niet rechtsgeldig ten opzichte van particulieren (shrink wrap license en pre-installed software). In het geval dat de gebruiker de software zelf moet gebruiken om de EULA te kunnen zien is sprake van een paradox.
Een onbeantwoorde vraag is wat er gebeurt wanneer de software door iemand anders gebruikt kan worden dan degene die de installatie heeft uitgevoerd. De installeerder heeft dan de EULA voorwaarden weggeklikt en de gebruiker heeft deze mogelijkerwijze nooit gezien. Verdedigbaar is dat deze gebruiker dan niet gebonden is aan de EULA. Echter, de installeerder kan wellicht worden gezien als een hulppersoon of vertegenwoordiger van de gebruiker zodat de gebruiker toch gebonden is. Ook is het de vraag of de gebruiker dan wel gemachtigd is de software te gebruiken - hij heeft de EULA immers niet aanvaard en de software niet legaal verkregen van de fabrikant, zodat hij geen licentie heeft.
De twijfelachtige status van EULA's heeft geen invloed op het auteursrecht. Het kopiëren en verspreiden van software blijft illegaal tenzij er een licentie van toepassing is die dit toestaat, zoals in geval van vrije software en opensourcesoftware. De verkoop van de originele software op de drager waarmee deze is aangeschaft, is wel legaal: er vindt uitputting van het auteursrecht plaats. Dit geldt niet bij gedownloade software, omdat de wet alleen voorziet in situaties waarin de software als "exemplaar" geleverd wordt. Het is een fabeltje dat men software kan doorverkopen als men maar het origineel mist.